# Sundsta

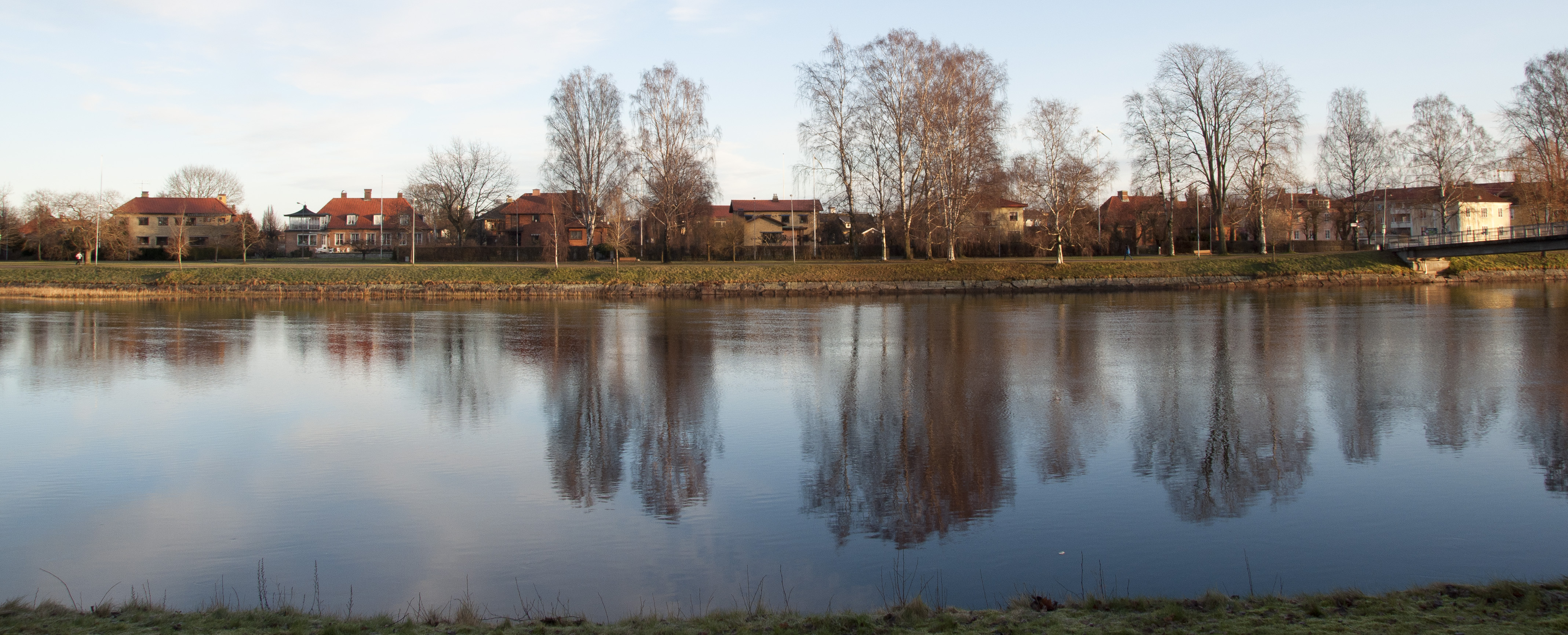
Hus utmed Bjurbäcksgatan

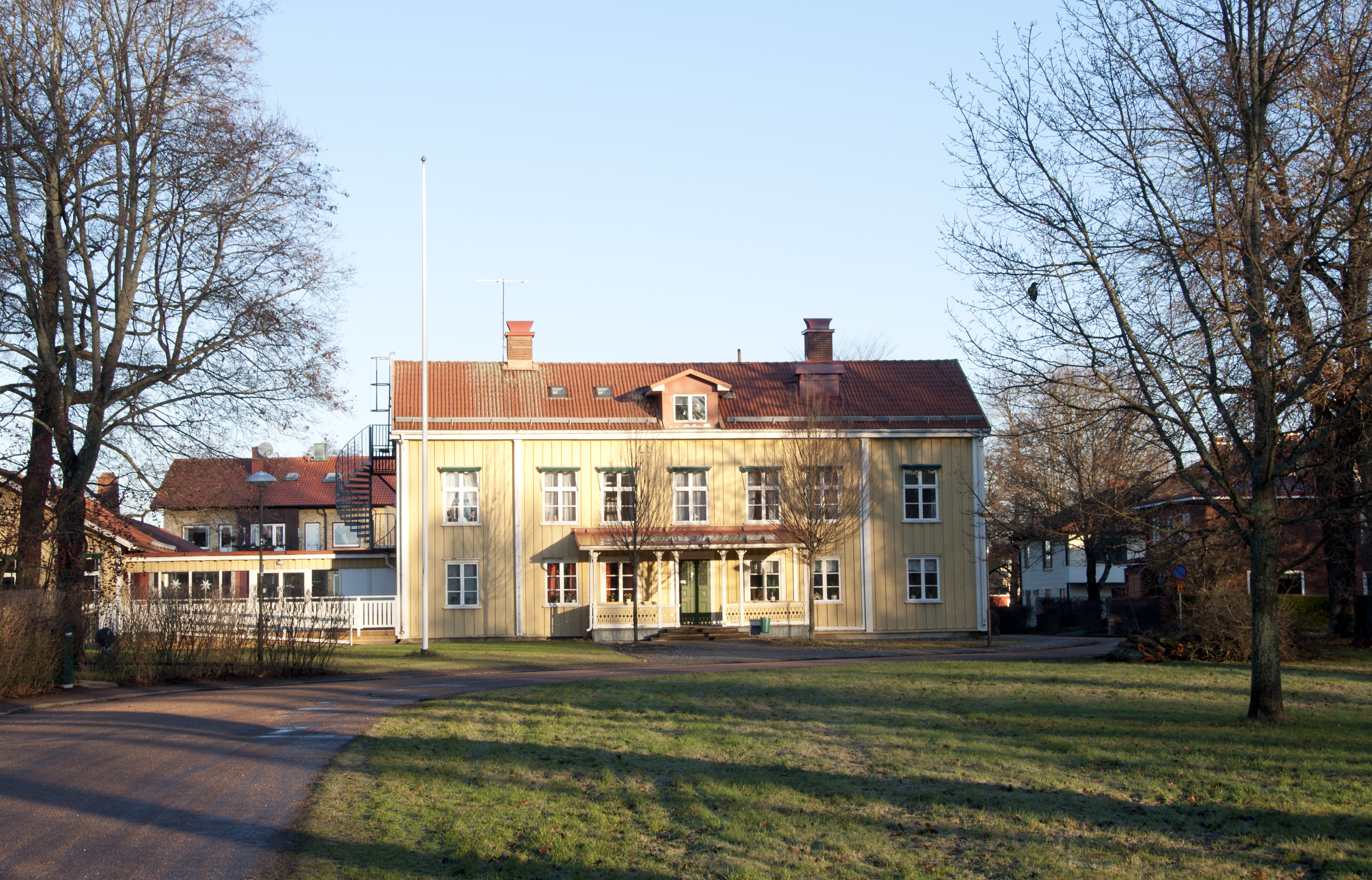
Sundsta herrgård

Sundsta (en alternativ, mindre vedertagen, stavningsvariant är Sundstad) är en stadsdel i centrala Karlstad i Värmland. Stadsdelen omfattar ungefär området mellan Klarälven i väster och E18 i norr, i öster går gränsen mot Norrstrand vid Rudsvägen. Vid årsskiftet 2008/2009 bodde 1 221 personer på Sundsta.

## Historia
Stadsdelen var fram till 1920-talet en lantlig idyll. Söder om Sundstatjärnen låg ”Herrgården”. Lite längre västerut låg Sundsta gård. Bredvid Sundstatjärn låg Sundstaladan, ungefär där nu Sundstavägen gör en svag krök runt tjärnens västra sida. Där betade kor ända in på 30-talet. 

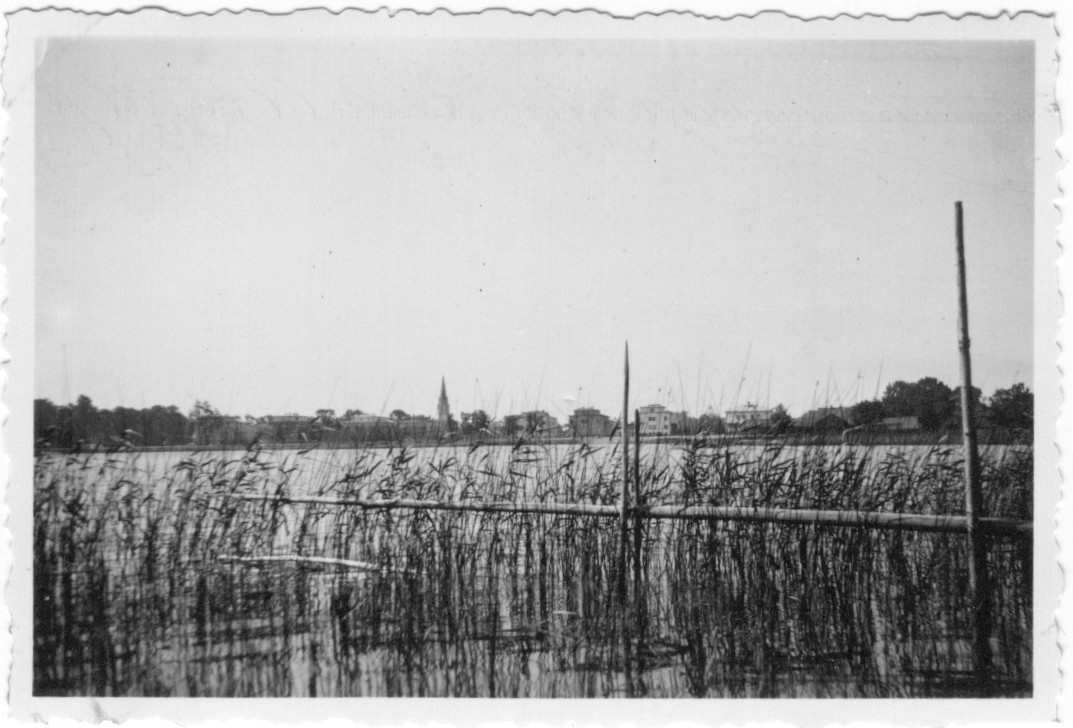
Sundstatjärn från norr med kyrkan i fonden 1935

I norr avgränsades Sundsta av ägorna på Älvkullen, i öster utgjorde Rudsvägen gräns. Under tidigt 20-tal började tomtmarken exploateras, i första hand med villabebyggelse utefter Mellangatan, lite senare även utefter Agardhsgatan och Elfdaliusgatan. Under 30-talet tillkom funkishusen, som flankerar leden från stadens centrala delar och Tingvallabron, och delar sig i en omfamning av Sundstatjärnens södra ände.
Fram till 1935 var vägen från stadens centrum till Sundsta lång, vilket var en orsak till att exploateringen dröjde så länge. Man var tvungen att passera över Pråmkanalen, genom Haga och över Stenbron, en ganska omständlig väg. Det var därför vanligt att Sundstaborna hade en eka för att snabbt och enkelt ta sig över älven. På stadssidan förtöjde man ekorna vanligen i resterna av Garvareådran. 1935 byggdes Tingvallabron, som av Sundstaborna ibland kallas ”Sundstabron”. Idag brukar stadsdelen räknas till de med bästa anseendet i Karlstad. Det centrala läget och den omedelbara närheten till såväl Klarälven och Sundstatjärn brukar ses som viktiga bakomliggande faktorer till varför många väljer att bosätta sig på Sundsta (prepositionen ”på” är för Karlstadbon den korrekta).

## Älvkullen
Området skiljdes från det som allmänt betraktades som Sundsta av resterna av en korvsjö avsnörd från Klarälven, spåren syns fortfarande tydligt omedelbart söder om Älvkullegymnasiet. När koloniområdet och sedermera brandstationen anlades på ungefär samma plats skapades en bebyggelsemässig gräns mellan de två delarna.

## Bebyggelse och karaktär
Närheten till Klarälven och Sundstatjärnen med grönområden, blandningen av villor och i övrigt låg bebyggelse präglar stadsdelen. Efter uppbyggnadsskedet har inga större förändringar skett, de senaste utgörs av flerbostadshusen i kvarteret Brandmästaren, som passar in i befintlig bebyggelse. 
Ett fåtal villor har byggts på outnyttjad tomtmark eller ersatt äldre hus. Tillskotten har ofta en arkitektur som väl stämmer överens med den äldre villabebyggelsen, om än med senare decenniers prägel.

## Näringsverksamhet
På Sundsta finns numera (2009) endast ett fåtal arbetsplatser och industriell verksamhet lyser med sin frånvaro. Fram till 60- 70-talet fanns utefter Brogatan såväl affärer som hantverksföretag; mjölkaffär, affär för ”korta varor”, grönsaks- och blomhandel, tryckeri, modist, bageri, skomakare, cigarraffär, charkuteri- och speceriaffär, lindareverkstad, bilhandlare och hårfrisörska (den senare i lokalen som tidigare inrymde bageriet). Ännu tidigare fanns även en fiskaffär på Mellangatan. Brandstationen från 50-talet var en stor arbetsplats, men fick på 90-talet lämna plats för i föregående avsnitt nämnd bebyggelse. Utefter Ringervägen fanns ytterligare affärsverksamhet. En del av affärslokalerna rymmer nu föreningsverksamheter, andra utnyttjas som kontorslokaler. För att göra bilden komplett bör man också nämna Sundsta-Älvkullegymnasiet samt idrotts- och badhuset med sin omfattande verksamhet.